# Ad Melkert

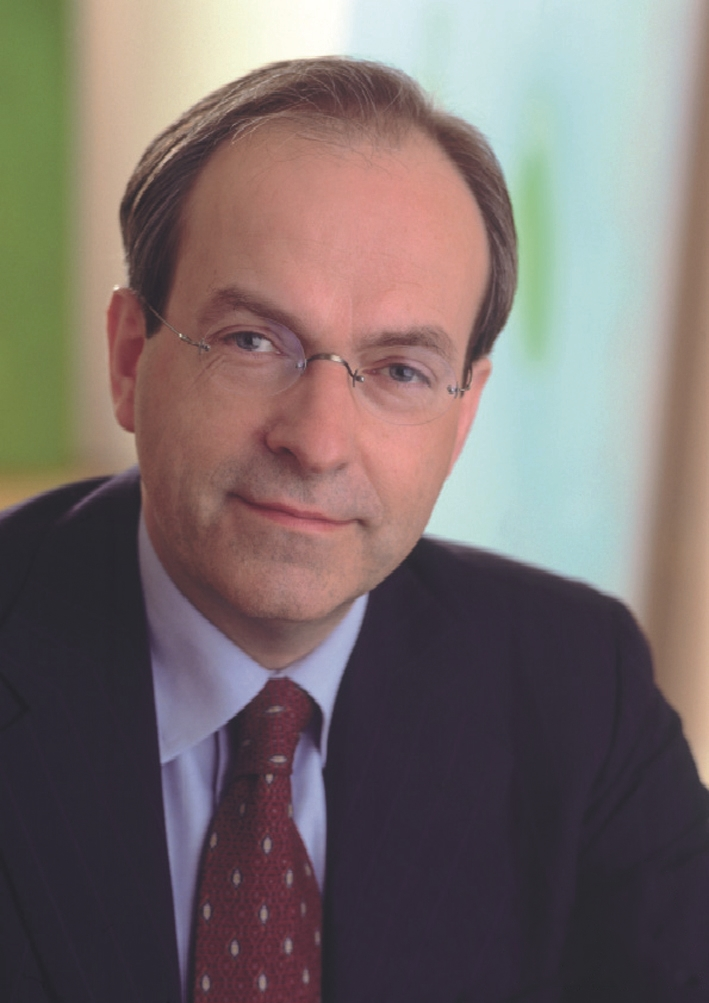
Ad Melkert

Adrianus Petrus Wilhelmus „Ad“ Melkert (* 12. Februar 1956 in Gouda) ist ein niederländischer Politiker der sozialdemokratischen Arbeiterpartei (PvdA) und ehemaliger UN-Funktionär. Er war unter anderem Arbeits- und Sozialminister (1994–1998), Fraktionsvorsitzender (1998–2002) und politischer Leiter seiner Partei (2001–2002). Von 2009 bis 2011 war er UN-Sonderbeauftragter für Irak und Leiter der Unterstützungsmission der Vereinten Nationen im Irak.

## Leben und Karriere
Der Sohn eines katholischen Friseurs wuchs in der Nähe von Gouda auf, wo er das Gymnasium besuchte. Seine politische Karriere begann Melkert 1974 als Mitglied der christlich-linken Politieke Partij Radikalen. Anfang der 1980er-Jahre gehörte er zur Godebaldgroep, die sich für die Zusammenarbeit der PPR mit der sozialdemokratischen Partij van de Arbeid (PvdA) und den linksliberalen Democraten 66 einsetzte. 1982 trat Melkert selbst zur PvdA über, auf deren Liste er 1986 erstmals in die Zweite Kammer der Generalstaaten gewählt wurde. 
Bis 1994 war er Abgeordneter, dann wurde er in der sozial-liberalen („lila“) Koalition des Kabinetts Kok I zum Minister für Soziales und Beschäftigung ernannt. Dieses Amt hatte er bis August 1998 inne. Im Juli 1998 übernahm er von Jacques Wallage den Vorsitz der PvdA-Fraktion in der Zweiten Kammer. 
Als der bisherige Ministerpräsident und PvdA-Chef Wim Kok sein Ausscheiden aus der Politik zum Ende der Legislaturperiode ankündigte, kürte die Partei Melkert im Dezember 2001 zum neuen politischen Leiter und Spitzenkandidaten (lijsttrekker) für die Parlamentswahl im Mai 2002. Nach der Ermordung des Rechtspopulisten Pim Fortuyn durch einen Umwelt- und Tierrechtsaktivisten während des Wahlkampfes am 6. Mai 2002 sagte Melkert: „Die Niederlande haben ihre Unschuld verloren.“ Die PvdA verlor bei dieser Wahl fast die Hälfte ihres Stimmenanteils und ihrer Parlamentssitze und stürzte auf den vierten Platz ab. Melkert trat am Tag nach der Wahl von der Partei- und Fraktionsspitze zurück und legte im Oktober 2002 auch sein Mandat in der Zweiten Kammer nieder. Neuer PvdA-Chef wurde Wouter Bos.
Im März 2006 übernahm Melkert den Posten eines Vize-Generalsekretärs beim Entwicklungsprogramm der Vereinten Nationen (UNDP) in New York. Von Juli 2009 bis zum 1. Oktober 2011 war Melkert Sonderbeauftragter des Generalsekretärs der Vereinten Nationen (Ban Ki-moon) zur Leitung der Unterstützungsmission der Vereinten Nationen im Irak (UNAMI). 
Von 2016 bis 2022 gehörte Melkert als außerordentlicher Staatsrat der beratenden Abteilung des niederländischen Raad van State an. Seit Januar 2022 ist er als Berater des Raad van State Vorsitzender der Beratungsgruppe (klankbordgroep) für unabhängige Haushaltsüberwachung und Beratung des Staatshaushaltsplans (miljoenennota).